# Olle Janson
Olle Janson, född Olof Reinhold Jansson 16 juli 1910 i Solna församling, död 10 mars 1962 i Stockholm, var en svensk skådespelare.
Olle Janson är gravsatt på Skogskyrkogården i Stockholm.

## Filmografi
- 1936 – Söder om landsvägen
- 1936 – Familjen som var en karusell
- 1936 – 65, 66 och jag
- 1936 – Bombi Bitt och jag
- 1937 – Klart till drabbning
- 1937 – Adolf Armstarke
- 1937 – En flicka kommer till sta'n
- 1939 – Steg för steg
- 1939 – En enda natt
- 1940 – Hjältar i gult och blått
- 1940 – Karl för sin hatt
- 1940 – Snurriga familjen
- 1940 – Romans
- 1941 – Dunungen
- 1941 – Fransson den förskräcklige
- 1941 – Söderpojkar
- 1941 – Bara en kvinna
- 1942 – General von Döbeln
- 1942 – Doktor Glas
- 1942 – Löjtnantshjärtan
- 1942 – Olycksfågeln nr 13
- 1942 – Det är min musik
- 1943 – Katrina
- 1943 – Som du vill ha mej
- 1943 – Hon trodde det var han
- 1943 – Herre med portfölj
- 1944 – Den heliga lögnen
- 1944 – Lev farligt
- 1945 – I som här inträden